# Edoardo Pesce
Edoardo Pesce (Roma, 12 de septiembre de 1979) es un actor italiano.

## Biografía
Estudió actuación con el actor Enzo Garinei y comenzó su carrera en el teatro, pero ganó notoriedad con su actuación en las series de televisión Romanzo criminale e I Cesaroni.
Recibió elogios por parte de la crítica por interpretar al violento Simone en la película Dogman de Matteo Garrone, por la cual ganó el Premio David di Donatello como mejor actor de reparto y el Nastro d'argento al mejor actor, empatando con el protagonista Marcello Fonte.

## Filmografía
- Viva l'Italia (2012)
- Il terzo tempo (2013)
- Si Dios quiere (2015)
- Tommaso (2016)
- Fortunata (2017)
- Cuori Puri (2017)
- Dogman (2018)
- Io sono Mia (2019)
- Permette? Alberto Sordi (2020)
- Gli indifferenti (2020)
- La Regola d'Oro (2020)
- La stanza (2021)
- Ai confini del male (2021)
- L'uomo materasso (2021)
- Altrimenti ci arrabbiamo (2022)
- Notte fantasma (2022)
- Bassifondi (2022)
- Denti da squalo (2023)
- El paraíso (2023)

## Televisión
- Romanzo criminale – La serie (2008-2010)
- Intelligence - Servizi & segreti (2009)
- Anna e i cinque (2011)
- Squadra antimafia - Palermo oggi (2013)
- I Cesaroni (2014)
- Il cacciatore (2018-2020)
- Boris (2022)
- Christian (2022-2023)